# Pico Viñamala

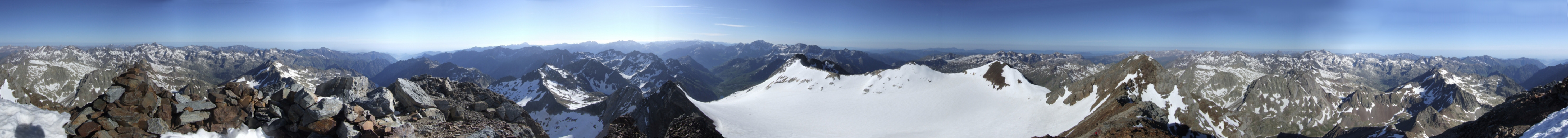
Panorámica desde la cima del pico Comachibosa

El Pico Viñamala (en francés: Vignemale; en aragonés: Comachibosa) está situado en los Pirineos, entre la provincia de Huesca (España) y el departamento de Altos Pirineos (Francia). 
En la cara española (Valle de Bujaruelo), forma parte de la zona periférica del parque nacional de Ordesa y Monte Perdido, mientras que la francesa está dentro del Parque Nacional de los Pirineos.
Es el pico más alto del Pirineo francés (3.299 m) y del macizo al que pertenece.

## Primera ascensión
Aunque el 2 de agosto de 1792, unos geógrafos dejaron una señal en la cima, al no haberse retenido su nombre se considera como primera ascensión "conocida", la realizada el 8 de octubre de 1837 por Henri Cazaux, guía de Luz, y su cuñado Bernard Guillembet.

## Rutas
Casi todas las rutas alcanzan la parte superior del glaciar de Ossoue (de alrededor de 0,6 km², el segundo mayor de los Pirineos después del Aneto). Se puede aproximar por cualquiera de las tres vertientes. Desde el Sur y sobre todo desde el Norte el macizo presenta un fuerte desnivel. Desde el Noreste la pendiente es mucho menor.
Por el Noreste la ruta más fácil asciende desde la presa de Ossoue hasta encontrarse debajo del glaciar. Lo bordea y lo recorre entero, pasando al principio por las grietas, luego por una parte más inclinada y finalmente por una llanura de hielo. El cono es una trepada con algunas rocas sueltas. 
Desde Aragón se recorre el valle de Ara hasta tener la arista del macizo encarada, junto a la cabaña de Cerbillonar, de donde se toma una fuerte subida larga y de gran pendiente que salva casi 1000 metros de desnivel hasta la entrada al corredor que llega hasta la parte superior del glaciar.
Subiendo por el valle de Gaube encontramos la gran pared de piedra de 800 metros. Se puede esquivar entera si se pasa por la izquierda a la otra vertiente para subir luego todo el glaciar. La vía directa lleva hasta el glaciar del Petit Vignemale (Oulettes) y desde allí se toma el corredor de Gaube. En la parte final, al llegar al glaciar, el corredor se cierra en una pared de hielo vertical.